# Cléopâtre (film, 1963)
Pour les articles homonymes, voir Cléopâtre (film), Cléopâtre et Cleopatra.
Pour plus de détails, voir Fiche technique et Distribution.

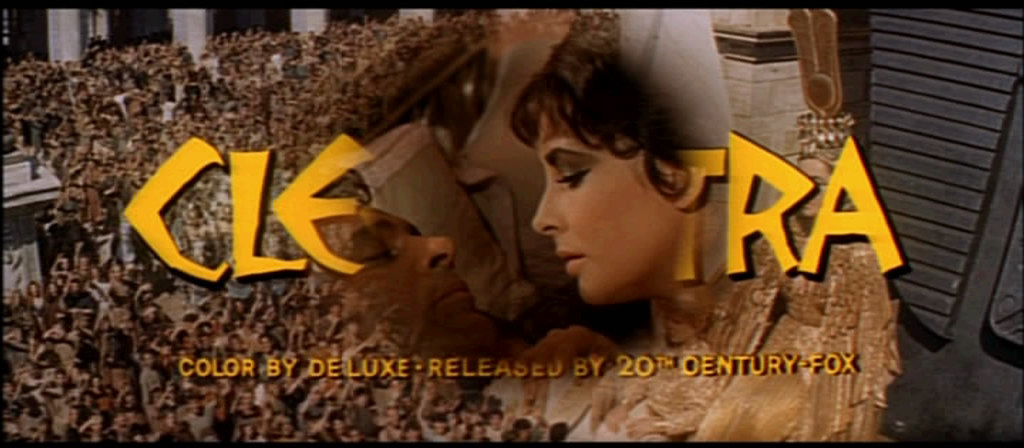
Richard Burton et Elizabeth Taylor

Cléopâtre (Cleopatra) est un film américain réalisé par Joseph L. Mankiewicz et sorti en 1963. Il retrace la vie tumultueuse de la célèbre reine d'Égypte incarnée par Elizabeth Taylor. Outre sa durée — plus de 4 heures — et sa mise en scène spectaculaire, il est connu pour être un des films les plus chers de tous les temps.
Le film met en scène la vie et les ambitions de Cléopâtre, devenue reine d'Égypte au travers de ses relations avec Jules César, Marc Antoine et Octave.

## Synopsis
Après la bataille de Pharsale en 48 avant J.-C., Jules César se rend en Égypte, sous le prétexte d'être nommé exécuteur testamentaire du père du jeune pharaon Ptolémée XIII et de sa sœur Cléopâtre. Cette dernière convainc César de lui restituer le trône de son jeune frère. César, qui contrôle effectivement le royaume, condamne alors Pothinus à mort pour avoir fomenté une tentative d'assassinat contre la princesse et bannit Ptolémée dans le désert oriental, où lui et son armée en infériorité numérique affronteront une mort certaine contre Mithridate. Cléopâtre est couronnée reine d'Égypte et commence à développer des rêves de domination du monde avec César, qui désire à son tour devenir roi de Rome. Ils se marient, et lorsque leur fils Césarion naît, il l'accepte publiquement, ce qui devient le sujet de conversation des sénateurs romains.
Après avoir été nommé dictateur à vie, César fait venir Cléopâtre, qui arrive à Rome dans un somptueux cortège et gagne l'adulation du peuple romain. Le Sénat est de plus en plus mécontent, car la rumeur veut que César souhaite devenir roi, ce qui est un anathème très grave pour eux. Le jour des Ides de mars 44 avant J.-C., un groupe de conspirateurs assassine César et s'enfuit de la ville, déclenchant ainsi une rébellion. Une alliance entre Octave (fils adoptif de César), Marc Antoine (bras droit et général de César) et Marcus Æmilius Lepidus étouffe la rébellion et divise la république. Entre-temps, Cléopâtre est furieuse de constater que le testament de son époux reconnaisse Octave, et non Césarion, comme son héritier officiel. Elle décide de retourner en Égypte.
Alors qu'il planifie une campagne contre la Parthie à l'est, Marc Antoine se rend compte qu'il a besoin d'argent et de fournitures que seule l'Égypte peut lui fournir en quantité suffisante. Après avoir refusé à plusieurs reprises de quitter l'Égypte, Cléopâtre acquiesce et le rejoint sur sa barge royale à Tarse. Les deux entament alors une relation amoureuse tandis que l'Égyptienne lui assure qu'il est bien plus qu'un pâle reflet de César. La destitution de Lépide par Octave oblige Marc Antoine à retourner à Rome, où il épouse Octavie, la sœur d'Octave, pour éviter tout conflit politique. Informée, Cléopâtre en est profondément bouleversée mais elle finit par se réconcilier avec Antoine, qu'elle épouse, après qu'il a divorcé d'Octavie. Apprenant cela, Octave, furieux, lit devant le Sénat romain le testament de Marc Antoine, qui révèle que ce dernier souhaite être enterré en Égypte. L'opinion publique de Rome se retourne alors contre Marc Antoine, tandis que l'appel d'Octave à la guerre contre l'Égypte reçoit une réponse enthousiaste. Lors de la bataille d'Actium, le 2 septembre 31 av. J.-C., la flotte d'Octave, sous le commandement d'Agrippa, bat les navires de tête de la flotte égyptienne de Marc Antoine. Supposant que son mari est mort, Cléopâtre ordonne aux forces égyptiennes de rentrer chez elles. Marc Antoine la suit, laissant le reste de sa flotte sans chef et bientôt vaincue.
Plusieurs mois plus tard, Cléopâtre parvient à convaincre Marc Antoine de reprendre le commandement de ses troupes et de combattre l'armée d'Octave qui avance. Cependant, les soldats de Marc Antoine l'abandonnent pendant la nuit et Rufio, le dernier lieutenant fidèle de Marc Antoine, se suicide. Marc Antoine tente de pousser Octave à un combat singulier mais il est finalement contraint de s'enfuir dans la ville. Lorsque Marc Antoine revient au palais, Apollodore, ne croyant pas que celui-ci soit digne de sa reine, lui annonce qu'elle est morte et Marc Antoine tombe sur sa propre épée. Apollodore avoue alors qu'il l'a trompé et l'aide à se rendre au tombeau où Cléopâtre et deux serviteurs se sont réfugiés. Marc Antoine meurt dans les bras de Cléopâtre.
Plus tard, Octave et son armée entrent victorieux dans Alexandrie avec le cadavre de Césarion dans un chariot. Il découvre le cadavre d'Apollodore, qui s'était empoisonné et reçoit la nouvelle que Marc Antoine est mort alors que Cléopâtre se terre dans un tombeau. Il lui propose de gouverner l'Égypte comme une province romaine si elle l'accompagne à Rome. Cléopâtre, sachant que son fils est mort, accepte les conditions d'Octave, y compris une promesse sans garantie sur la vie de son fils de ne pas se faire de mal. Après le départ d'Octave, elle ordonne à ses serviteurs, en langage codé, de l'assister dans son suicide. Comprenant qu'elle va se supprimer, les Romains font irruption dans la chambre de Cléopâtre mais arrivent trop tard, ils la trouvent sans vie et revêtue d'or avec ses serviteurs et l'aspic qui l'a tuée.

## Fiche technique
- Titre original : Cleopatra
- Titre français : Cléopâtre
- Réalisation : Joseph L. Mankiewicz
- Scénario : Joseph L. Mankiewicz, Ranald MacDougall, Sidney Buchman, d’après Plutarque, Suétone, Appien et The Life and Times of Cleopatra de C.M. Franzero
- Producteur : Walter Wanger et Peter Levathes (producteur exécutif, non crédité)
- Société de production : Twentieth Century Fox, MCL Films S.A. et Walwa Films S.A.
- Photo : Leon Shamroy et Jack Hildyard (non crédité)
- Musique : Alex North
- Décors : John De Cuir et autres (dont Ray Moyer)
- Costumes : Irene Sharaff (costumes d’Elizabeth Taylor), Vittorio Nino Novarese (costumes masculins), Renie (autres costumes féminins)
- Chorégraphe : Hermes Pan
- Montage : Dorothy Spencer et Elmo Williams (non crédité)
- Scripte : Lucie Lichtig
- Budget: 44 millions USD[1] (340 millions en 2016[réf. nécessaire]). Le budget initial était évalué à 2 millions de dollars[réf. nécessaire].
- Pays de production :  États-Unis
- Langue : anglais
- Format : couleur par De Luxe :
  - Version 35 mm — 2.35:1 Scope — son stéréo 4 pistes
  - Version 70 mm — 2.20:1 Todd-AO — son stéréo 6 pistes
- Genre : Film historique, péplum
- Distribution : Twentieth Century Fox
- Durées :
  - Première : 243 minutes
  - Standard : 192 minutes
  - Director’s cut : 320 minutes
  - Version restaurée 2013 : 251 minutes
- Dates de sortie :
  - États-Unis : 12 juin 1963 (première mondiale à New York)
  - Royaume-Uni : 31 juillet 1963
  - France : 25 septembre 1963

## Distribution
Légende : Doublage original (1963) ; Doublage des scènes supplémentaires (2001)[Information douteuse]
- Elizabeth Taylor (VF : Claude Winter + Évelyn Séléna) : Cléopâtre
- Richard Burton (VF : Jean-Claude Michel + Bernard Alane) : Marc Antoine
- Rex Harrison (VF : Roger Tréville + Bernard Dhéran) : Jules César
- Roddy McDowall (VF : Jean-Louis Jemma) : Octave
- Pamela Brown (VF : Marie Francey) : La Grande Prêtresse
- George Cole : Flavius
- Hume Cronyn (VF : Michel Etcheverry) : Sosigène
- Cesare Danova (VF : Jacques Harden + Philippe Dumond) : Apollodore
- Kenneth Haigh (VF : Serge Lhorca) : Brutus
- Martin Benson (VF : Roland Ménard) : Ramos
- Andrew Keir (VF : Claude Bertrand) : Agrippa
- Martin Landau (VF : Roger Rudel + Yves-Marie Maurin) : Rufio
- Robert Stephens (VF : Jean-François Laley) : Germanicus
- Grégoire Aslan (VF : Grégoire Aslan) : Pothinos
- Michael Gwynn (VF : Michel Gudin) : Cimber
- John Doucette (VF : Pierre Collet) : Achillas
- Andrew Faulds (VF : Gérald Castrix) : Canidius
- Carroll O'Connor (VF : René Fleur) : Casca
- Richard O'Sullivan : Pharaon Ptolémée XIII
- Herbert Berghof : Theodotos
- John Cairney : Phoebus
- Michael Hordern : Cicéron
- John Hoyt (VF : Maurice Pierrat) : Cassius
- Marne Maitland (VF : Georges Hubert) : Amiral Euphranor
- Francesca Annis : Eiras
- Gwen Watford (VF : Nadine Alari) : Calpurnia
- Jean Marsh (VF : Jeanine Freson) : Octavie
- Douglas Wilmer : Decimus
- Finlay Currie : Titus
- Ben Wright (VF : François Valorbe) : Le narrateur

Acteurs non crédités :
- John Alderson : Un officier romain
- Marina Berti : La reine de Tarsus
- Desmond Llewelyn (VF : Louis Arbessier) : Un sénateur
- Laurence Naismith : Arachesilaus

## Autour du film
C’est le film de tous les superlatifs : un monument de quatre heures, au tournage titanesque et rocambolesque, qui mit son studio au bord de la faillite, avec des moyens énormes, distribution de têtes d’affiches, caprices de stars, multiples reconstructions de décors, projet de cinq ans et tournage étalé sur deux ans, interrompu de nombreuses fois, etc.

### Histoire ancienne
Le 30 septembre 1959, le producteur Walter Wanger rencontre pour la première fois le président de la 20th Century Fox, Spyros Skouras, à propos d’un film sur la vie de la reine d’Égypte, Cléopâtre. Il ne sait pas encore que ce film lui prendra cinq ans de sa vie et qu’il deviendra l’un des plus chers de l’histoire d’Hollywood. Il ignore également que la vedette du film, Elizabeth Taylor, souffrira de problèmes de santé durant toute la production, qu’elle devra être opérée d’urgence et que son mariage avec le crooner Eddie Fisher tombera à l’eau lorsqu’elle s’éprendra de Richard Burton. Wanger ne peut pas non plus deviner que son premier réalisateur, le grand Rouben Mamoulian, ne résistera pas à la pression. Il ne sait pas que le remplaçant de Mamoulian, le tout aussi brillant Joseph L. Mankiewicz aura si peu de temps pour se préparer qu’il devra tourner la journée et écrire toute la nuit.
Lors de cette première réunion, Spyros Skouras, Grec imposant à l’accent prononcé et au large sourire, demande à sa secrétaire de lui apporter le script de la version muette de Cléopâtre, réalisée par le studio en 1917. « Cléopâtre est le meilleur film que nous avons fait », a dit Skouras. « Faites la même chose et nous gagnerons beaucoup d’argent. Il a juste besoin d’être réécrit un peu. » Quand Wanger regarde le script de Skouras, qui ne faisait que quelques pages, il n’y trouve que les dialogues pour intertitres et les mouvements de caméra. Heureusement Wanger a déjà mis une option sur le livre intitulé The Life and Times of Cleopatra de C.M. Franzero.
Il s’agit ensuite de trouver l’actrice qui incarnera à l’écran la reine du Nil. Chez Fox, on pensait que n’importe quelle actrice à 100 dollars la semaine ferait l’affaire. L’une des premières sur la liste est la jeune Joan Collins. Wanger, lui, rêve d’Elizabeth Taylor. Lorsqu’il lui propose le rôle, l’actrice lui demande un million de dollars. À la surprise générale, le studio accepte. À l’occasion de ce film, Elizabeth Taylor fut la première actrice à toucher un cachet d’un million de dollars. Dans ce film, elle porta pas moins de 65 robes différentes.
Il est alors temps de trouver un réalisateur, mais aussi les acteurs pour les rôles de César et de Marc-Antoine. Mamoulian est choisi très vite pour réaliser le film. Mais le casting s’avère plus compliqué. Les premiers choix de Wanger se portent sur Laurence Olivier pour César et Richard Burton pour Marc-Antoine. Mais Olivier décline l’offre et le studio ne veut pas de Burton. Il est finalement décidé que Peter Finch jouerait César et Stephen Boyd serait Antoine. Le romancier britannique Nigel Balchin est engagé pour écrire un scénario et John de Cuir travaille sur les décors. Il était prévu de tourner à Rome en 1960.
Mais les Jeux olympiques d’été qui ont lieu dans la capitale italienne cette année-là, rendent le tournage impossible, d’autant que le studio choisi par Mamoulian ne peut être insonorisé à temps. On décide alors d’un tournage en Angleterre. Malheureusement, le climat anglais de ce mois de septembre 1960 rend le travail impossible. Le brouillard épais et la pluie incessante font de l’Angleterre une pâle imitation d’Alexandrie ! « C’était de la folie », se souvient Mamoulian. « La pluie, la boue, la neige fondue, le brouillard… Même quand il faisait à peu près beau, dès que l’on prononçait un mot, on voyait de la buée sortir de la bouche des acteurs ! »

### La reine tombe malade

Costumes et coiffes
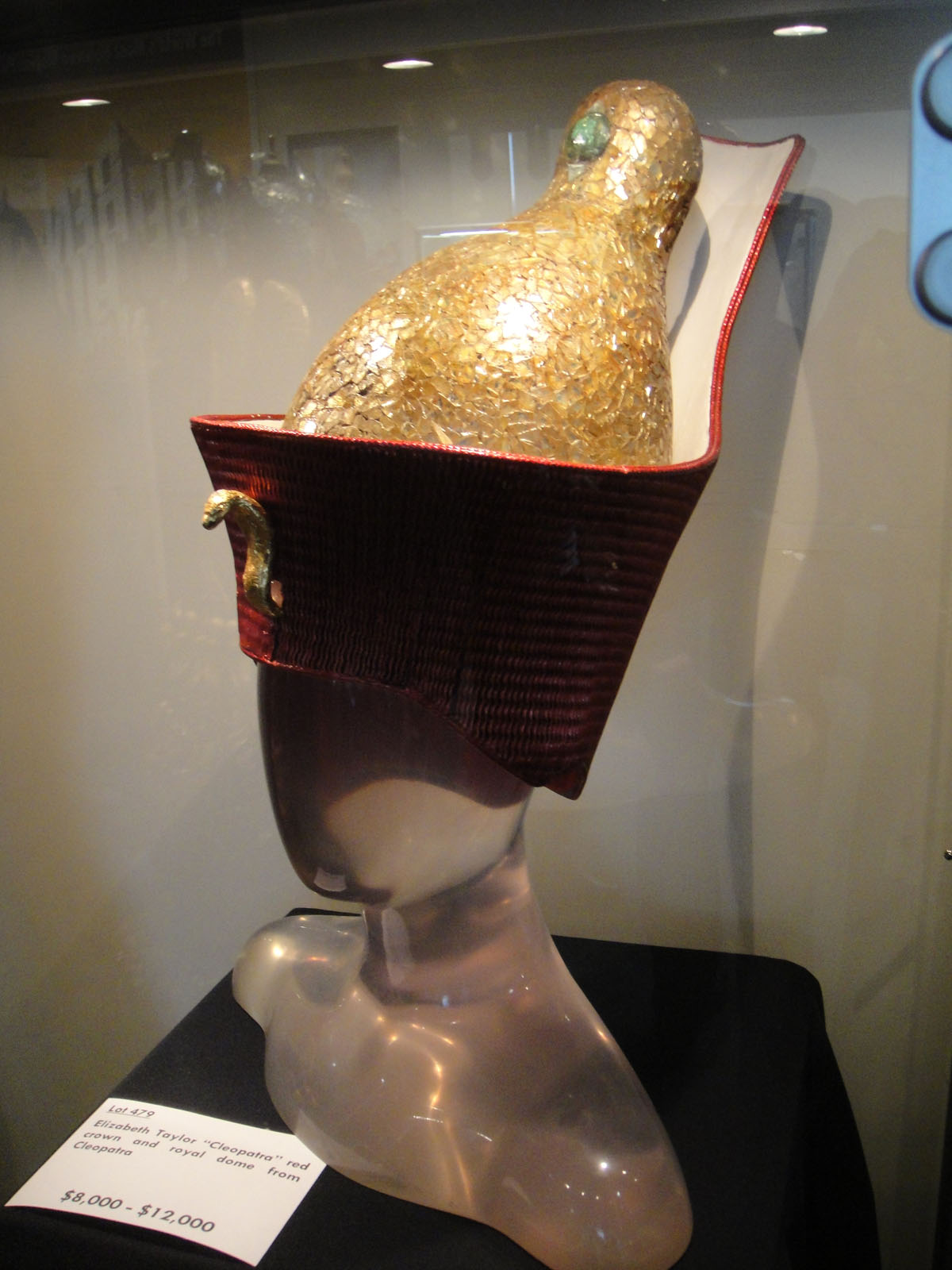
Couronne rouge et dôme or royal portés par Elizabeth Taylor.
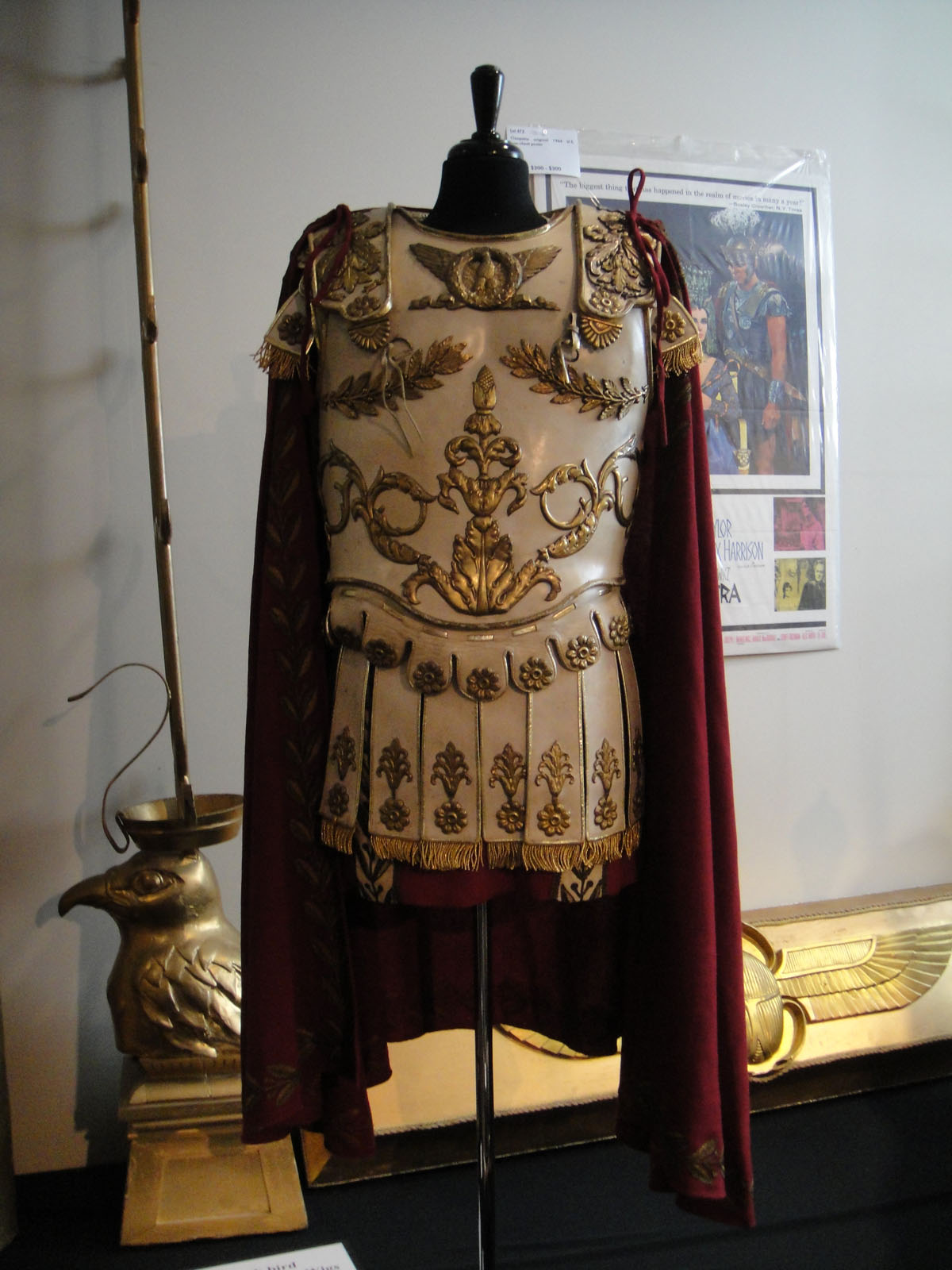
Armure portée par Richard Burton.
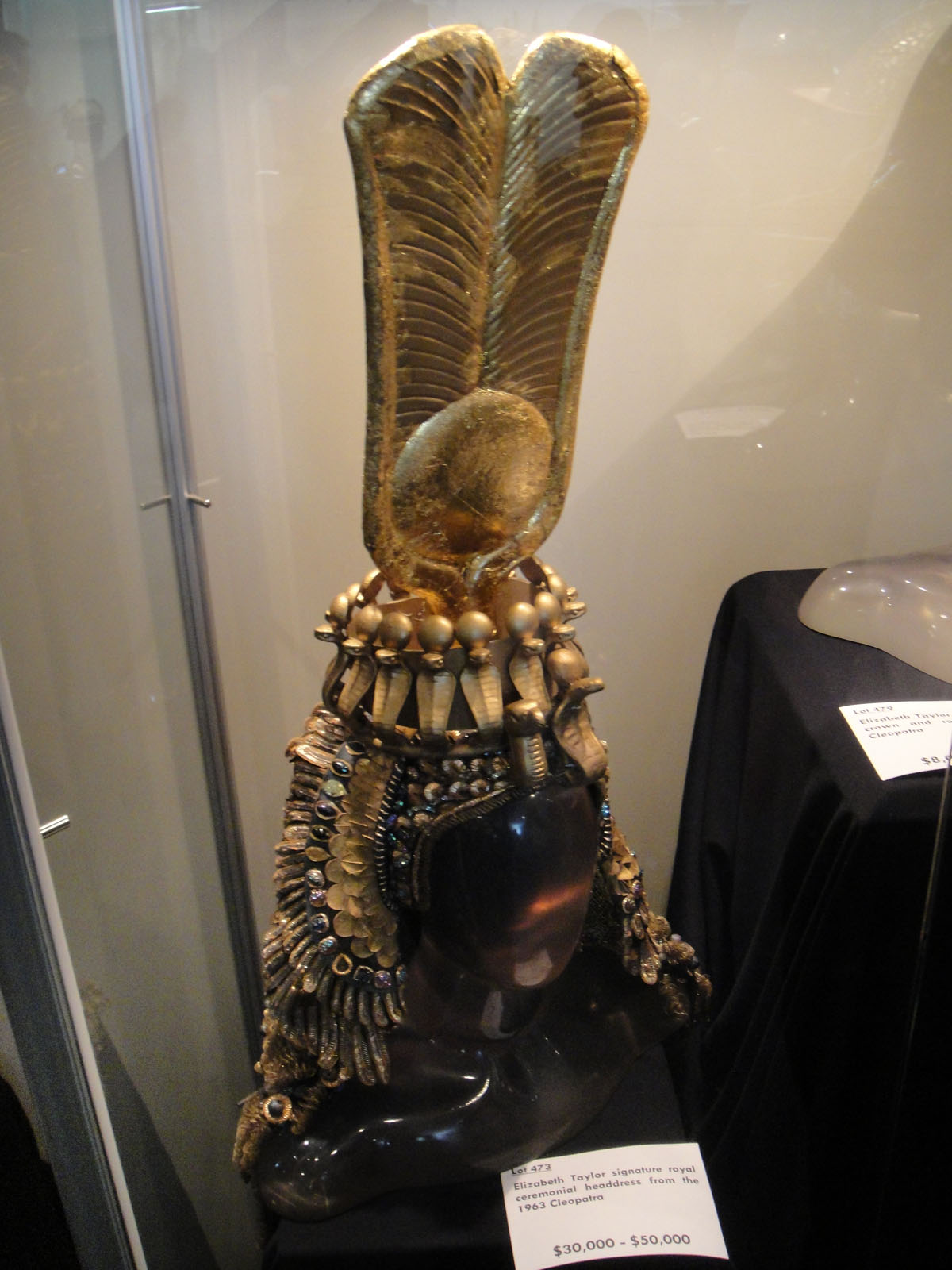
Coiffe portée par Elizabeth Taylor.

L’automne anglais fait aussi des ravages sur la santé fragile de Taylor. En octobre, elle souffre de méningite. Puisqu’elle est dans presque toutes les scènes du film, le tournage est interrompu. En attendant son rétablissement, Wanger et Mamoulian décident de faire quelques corrections sur le scénario, dont ils n’étaient pas satisfaits. Ils demandent conseil à l’écrivain Lawrence Durrell (qui connaît bien le sujet, via sa fresque romanesque Le Quatuor d’Alexandrie), et au réputé Paddy Chayefsky. Mais Mamoulian n’est toujours pas satisfait. En janvier, 1961 le tournage n’a toujours pas commencé (seules dix minutes ont été tournées), Mamoulian perd patience et démissionne.
Joe Mankiewicz n’est pas, a priori, un choix évident pour ce projet. Connu pour son intelligence acide et pour avoir réalisé des chefs-d’œuvre d’ironie tels que Ève (avec Bette Davis), rien ne laisse présager qu’il est le meilleur choix pour réaliser une épopée. Néanmoins, plusieurs choses jouent en sa faveur. En plus d’être réalisateur, il est un écrivain accompli, et on attend de lui qu’il mette un point final au scénario. Il a dirigé Taylor dans Soudain l’été dernier, et les deux s’entendent à merveille. Dès qu’il est engagé, Mankiewicz retravaille le script. La production accepte de reporter le tournage de quelques semaines encore.
Les semaines deviennent des mois, et en mars, Taylor est victime d’une pneumonie. Une trachéotomie d’urgence doit être effectuée pour lui sauver la vie. Aux États-Unis, la presse fait circuler une rumeur selon laquelle l’actrice serait morte, à la grande frayeur de Skouras. Mais même si Taylor récupère vite, le début du tournage est reporté en septembre 1961 à Rome. Mankiewicz passe l’été à remanier le scénario. Il choisit de nouveaux acteurs pour jouer César et Marc-Antoine : Rex Harrison, avec qui il a déjà travaillé plusieurs fois, et Richard Burton, qui jouait à Broadway dans Camelot. Bien que Skouras désapprouve les deux choix, il ne peut pas se permettre de perdre Mankiewicz. Les deux acteurs sont donc engagés.
Dans un article du 9 mai 1963, Mankiewicz dit au New York Times : « J’ai eu l’intention d’écrire une pièce sur ces personnages depuis que j’ai tourné Jules César, Marc-Antoine m’a toujours fasciné. C’est un jeune garçon sous sa façade de guerrier. Il devient le bras droit de César, l’homme fort, et plus tard, il le copie dans ses batailles. Je voulais montrer une Cléopâtre qui a éveillé beaucoup d’ambitions chez César et pas la sirène traditionnelle. La première partie (entre Cléopâtre et César) utilise le style de la comédie sophistiquée. Le mot « amour » n’est jamais mentionné. La deuxième partie, qui implique Marc-Antoine, est plus luxuriante et romantique. Au niveau de la technique, je suis délibérément passé d’un style réaliste à un concept de prophétie, à travers la déesse Isis. Par exemple, lorsque Cléopâtre regarde l’assassinat de César, elle le voit à travers les flammes d’un rituel dans un temple. »
Le tournage commence finalement en septembre, bien que le scénario de Mankiewicz ne soit qu’à moitié écrit. Les emplois du temps relèvent alors d’un véritable marathon. « Je me levais à 5 h 30 ou 6 heures du matin, et je prenais un Dexedrine », explique-t-il. « On me faisait une injection après le déjeuner pour que je tienne le coup l’après-midi. Puis on me faisait une injection le soir, pour que je puisse écrire jusqu’à 2 heures du matin, et une dernière injection à 2 heures pour que je puisse dormir. » C’est ainsi que le tournage a continué, interrompu régulièrement à cause de la santé de Taylor et de la lutte constante pour réduire le budget sans cesse grandissant.

### Les amants
Mais il y avait bien sûr d’autres sujets de distractions sur le tournage de Cléopâtre. Durant l’automne 1961, Taylor et Burton, qui étaient tous deux mariés mais pas l'un avec l'autre, tombent éperdument amoureux l’un de l’autre. Alors que des rumeurs sortent des murs des studios, la presse s’empare du sujet. Pour alimenter ces rumeurs, un journal italien déclare que c’est Mankiewicz et Taylor qui ont une aventure, et que Burton sert seulement de couverture. Burton réplique en lançant à Mankiewicz : « Euh… Monsieur Mankiewicz, est-ce que je dois encore coucher avec elle ce soir ? » Mais Mankiewicz qui n’était pas en reste affirme : « La vérité, c’est que Richard Burton et moi sommes amants. Elizabeth Taylor nous sert de façade. », avant d’embrasser Burton sur la bouche.

### Un nouvel empereur
Alors que le tournage s’achève enfin à l'été 1962, Skouras, le président de Fox, démissionne. Le studio a perdu plus de 40 millions de dollars en 1961, en grande partie à cause de Cléopâtre. Le budget initial de Wanger était de 2 millions, mais à ce moment-là, il dépassait déjà les 35 millions. Cléopâtre est devenu l’un des films les plus chers (soit, en tenant compte de l’inflation, 270 millions de dollars de 2005) de l’histoire du cinéma. Skouras est remplacé par Darryl F. Zanuck qui souhaite que Cléopâtre soit terminé le plus tôt possible. Mankiewicz pense qu’il a trop de matériel pour un seul film et propose de le diviser en deux films de 3 heures. Zanuck n’est pas d’accord. Il s’empare des bobines et fait faire un montage d’environ 4 heures.
Le 12 juin 1963, Cléopâtre sort sur les écrans. Les critiques sont mauvaises. Elizabeth Taylor est la cible de leur mépris, tandis qu’Harrison s'en sort avec les honneurs et hérite d’une nomination aux Oscars pour sa performance. Le film reçoit quatre Oscars en tout : meilleure photographie, meilleure direction artistique, meilleures costumes et meilleurs effets spéciaux. Il a également été nommé pour l’Oscar du meilleur film. Rétrospectivement, il est facile de voir les vertus du film : le scénario de Mankiewicz et ses dialogues aiguisés révèlent l’ampleur de ces trois grandes figures historiques. Il a atteint son but qui était de réaliser une « épopée intime ».
Dans les années qui ont suivi, Mankiewicz, déçu par la version tronquée de Cléopâtre (le film est réduit de 20 minutes pour son exploitation commerciale), essaie de persuader Fox de lui restituer les images coupées. Mais toutes ses tentatives pour remettre la main sur les bobines sont restées vaines.

## Distinctions

### Récompenses
- Oscars 1964 :
  - Oscar de la meilleure photographie (couleur) pour Leon Shamroy
  - Oscar de la meilleure direction artistique pour John DeCuir, Jack Martin Smith, Hilyard Brown, Herman Blumenthal, Elven Webb, Maurice Pelling, Boris Juraga, Walter M. Scott, Paul S. Fox, Ray Moyer
  - Oscar de la meilleure création de costumes pour Irene Sharaff, Vittorio Nino Novarese, Renie
  - Oscar des meilleurs effets visuels

### Nominations
- 5 nominations : meilleur film, meilleur acteur (Rex Harrison), meilleure musique de film, meilleur montage et meilleur son.

## Galerie

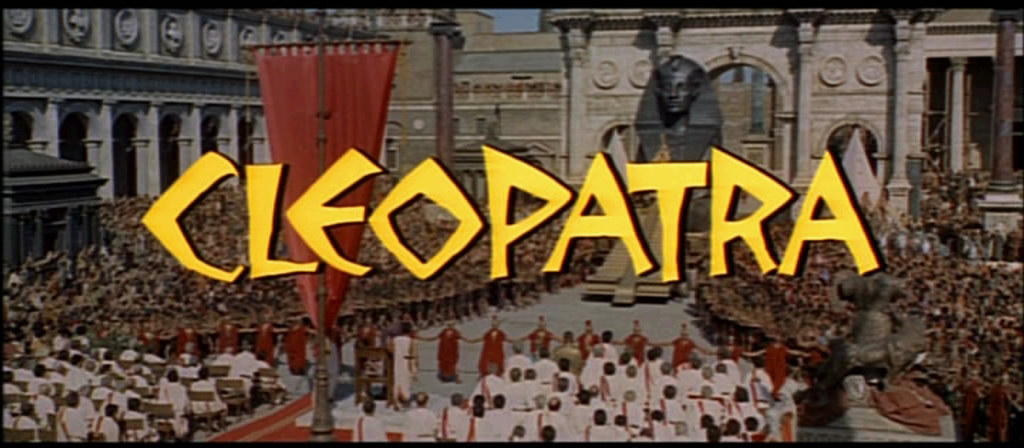
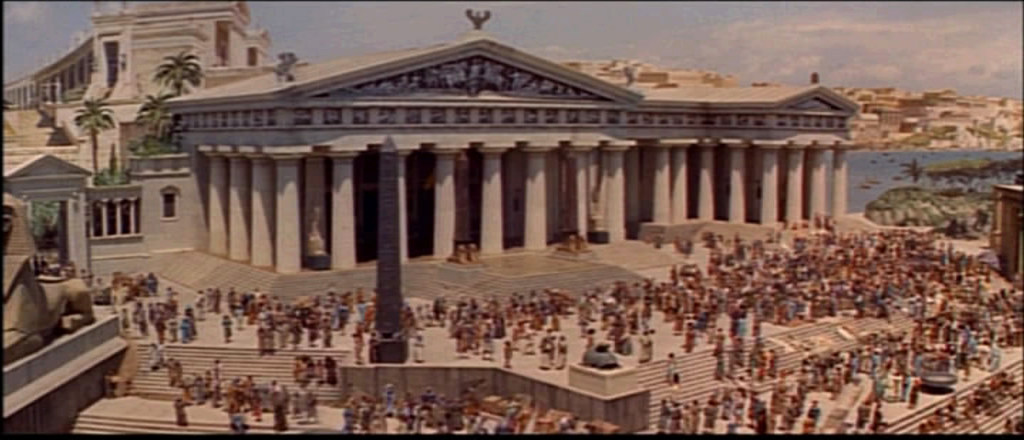
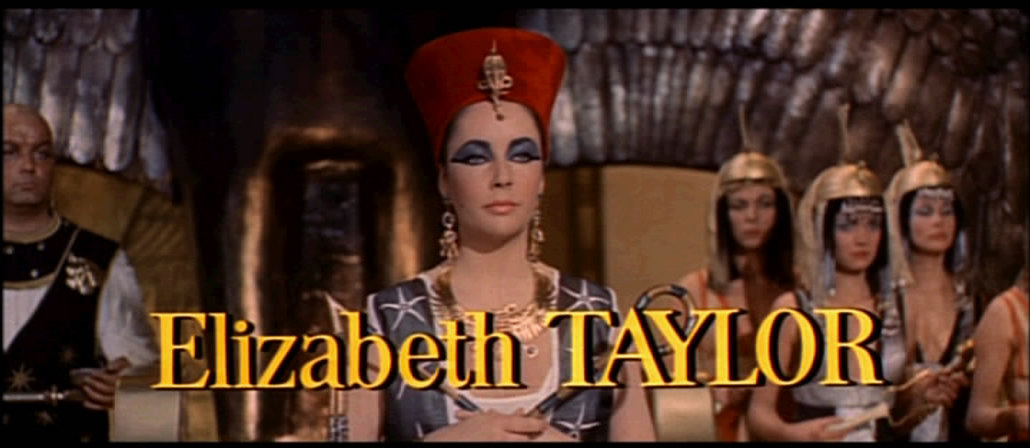
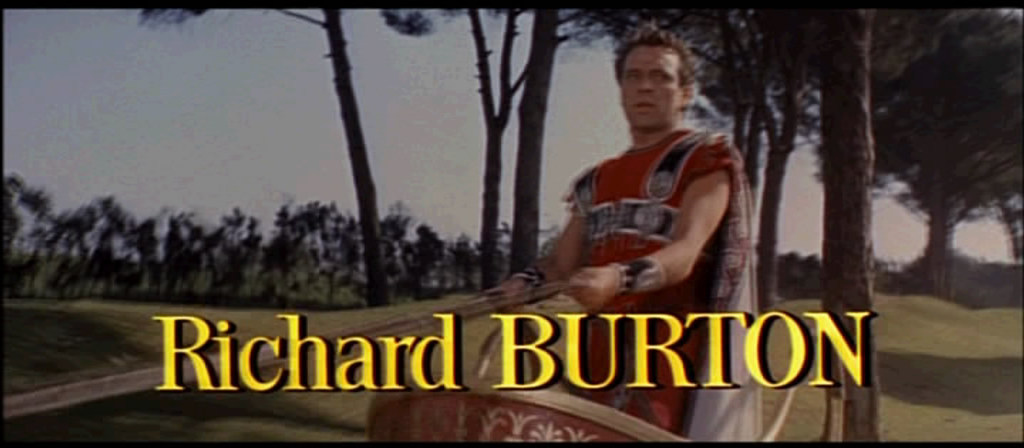
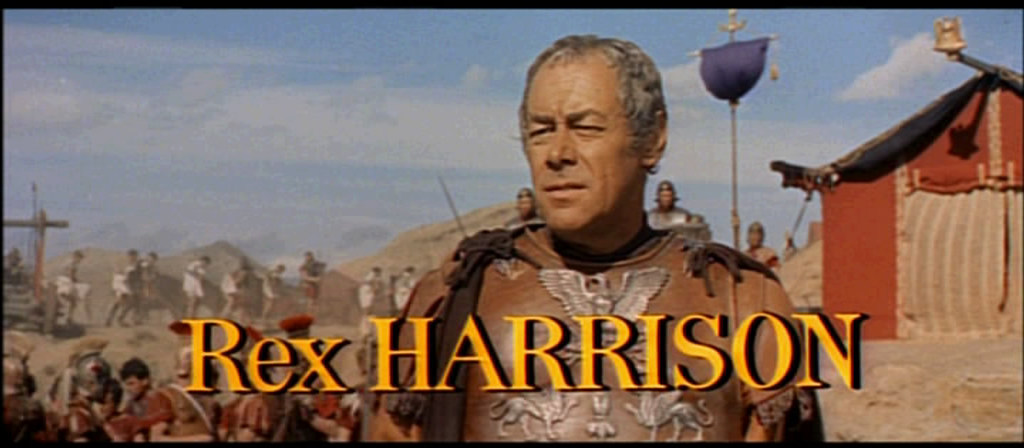
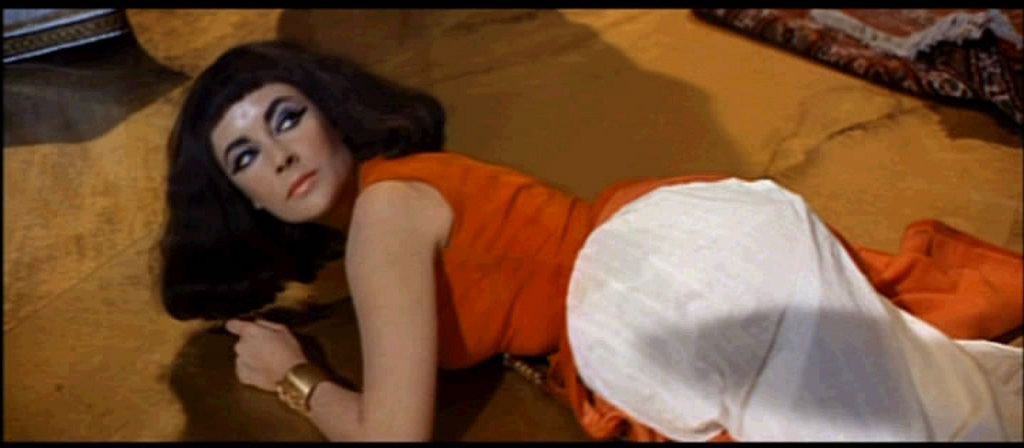
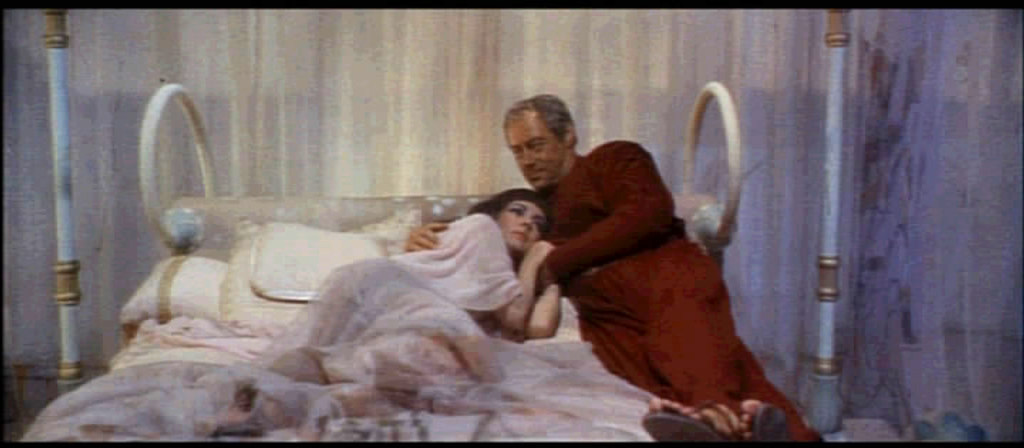
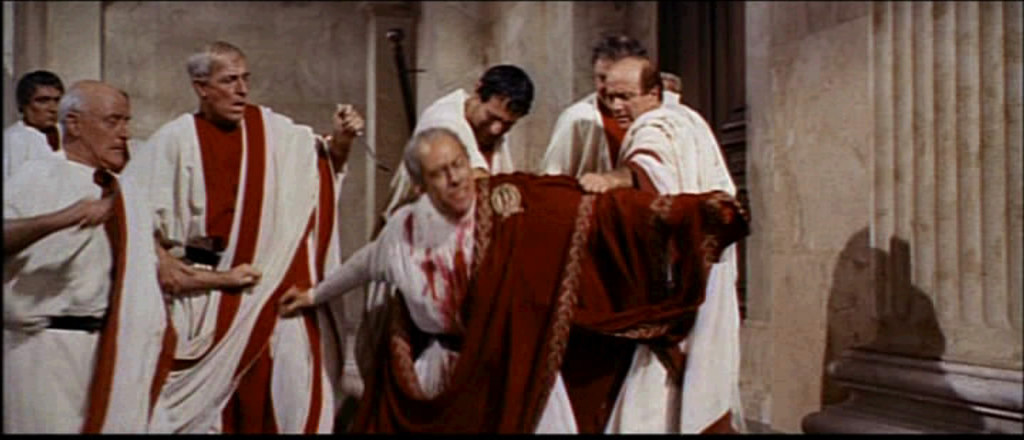
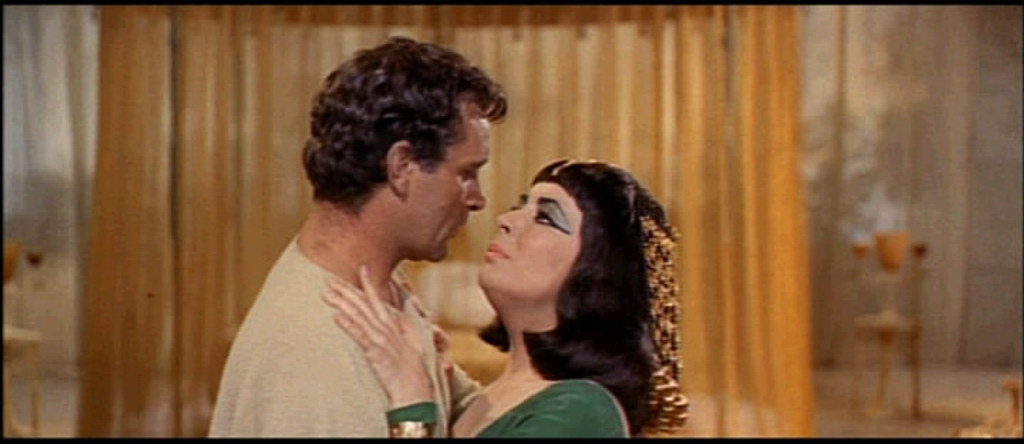
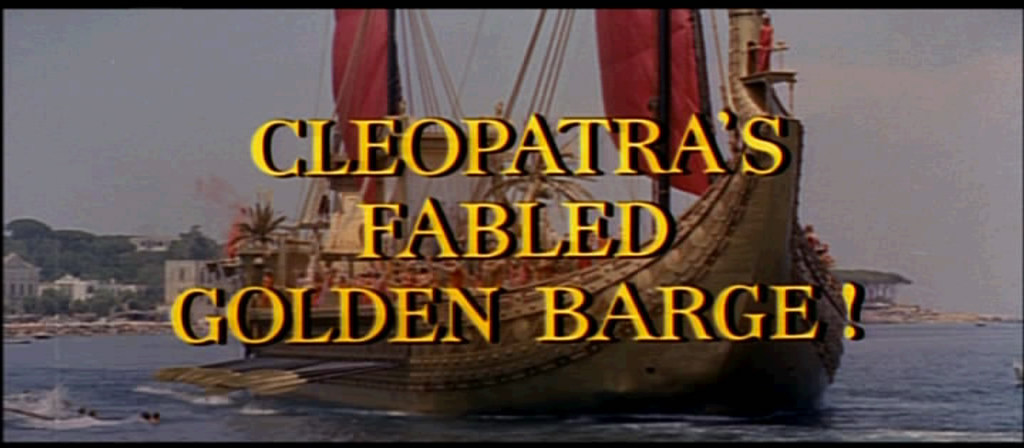